# The Busker
The Busker er et maltesisk indiepopband, grundlagt i 2012. Bandet består af David "Dav.Jr" Grech, Jean Paul Borg og Sean Meachen.
I februar 2023 vandt gruppen den maltesiske sangkonkurrence Malta Eurovision Song Contest 2023 med sangen "Dance (Our Own Party)". Som vindere vil de repræsentere Malta i Eurovision Song Contest 2023.